# Богородицкое (Вяземский район)
 Богородицкое — село в Смоленской области России, в Вяземском районе, административный центр Масловского сельского поселения. Расположено в восточной части области в 18 км к северо-западу от районного центра, возле автодороги Вязьма — Хмелита, на правом берегу реки Бебря (правого притока Вязьмы). Население — 276 жителей (2007 год).

## История
В 1781 году принадлежало помещице Анне Васильевне Паниной. В 1804 году в селе проживало 69 жителей.
11 октября 1941 г. здесь осуществлялся организованный прорыв окружённых частей Красной Армии из «Вяземского котла». Парк около храма села Богородицкого в течение дня несколько раз переходил из рук в руки. Штаб командующего окружённой группировкой генерал-лейтенанта М. Ф. Лукина последние несколько дней перед началом прорыва находился в деревне Шутово (ныне урочище). 

## Достопримечательности
- Церковь Одигитрии, 1782 г.
- Мемориал «Богородицкое поле» — посвящён памяти воинов Западного и Резервного фронтов, павших в «Вяземском котле», открыт 22 июня 2005 г.